# 歌德中学 (柏林维尔默斯多夫)
歌德中學（德語：Goethe-Gymnasium）是一所位於柏林夏洛滕堡-维尔默斯多夫区的高級人文中學，命名自知名人文科學家约翰·沃尔夫冈·冯·歌德。
中學以其拉丁語以及古希臘語教育而聞名，學生需從5年級和7年級開始必修拉丁語和古希臘語。該中學也是德國最後一所規定學生在高年級需必修一種外語的學校。不過由於參議院的要求，這些強制規定在2011年開始被廢除。
該校與施泰格利茨中學、柏林法國學校、柏林卡尼休斯學院和灰色修道院中學等並列為柏林最有名的學校。

## 知名校友
- 彼得·蓋伊 - 德裔美國歷史學家
- 玛莲娜·迪特里茜 - 知名影星
- 里夏德·馮·魏茨澤克 - 前西柏林市長、德國聯邦總統
- 卡爾·馮·魏茨澤克 - 知名物理學家、哲學家